# 森亘
森 亘（もり わたる、1926年1月10日 - 2012年4月1日）は、日本の病理学者。学位は、医学博士（1957年）。東京大学名誉教授。元東京大学総長。元国立大学協会会長。元日本医学会会長。2012年4月1日、肺炎のために、東京大学附属病院で死去。86歳没。叙従三位。東京生まれ。

## 略歴

### 主な業績
- 劇症肝炎が起こる仕組みの解明 - Shwartzman反応によるunivisceral or single organ third typeの切り口からの解析
- メラトニンの発見とそれに引き続く実験的研究 - "Isolation of melatonin, The pineal gland factor that lightens melanocystes" (J. Am. Chem. Soc., 1958, 80 (10), pp 2587–2587)

### 学歴
- 1938年3月 - 東京高等師範学校附属小学校（現：筑波大学附属小学校）卒業
- 1943年3月 - 東京高等師範学校附属中学校（現：筑波大学附属中学校・高等学校）卒業

附属中の同期生には、石川六郎（鹿島建設名誉会長）、山本卓眞（富士通名誉会長）、嘉治元郎（元東京大学教養学部長）、芥川也寸志（芥川龍之介の三男）などがいる。
- 1947年3月 - 旧制第一高等学校理科乙類卒業
- 1951年3月 - 東京帝国大学医学部医学科卒業、第3内科入局後、病理学教室へ
- 1956年11月 - イェール大学留学（1959年7月まで）、皮膚科 Lerner教授の下で研究
- 1957年7月 - 東京大学より医学博士の学位を取得、学位論文の題は「ヘパトームの転移に関する研究」
- 1966年11月 - ケンブリッジ大学留学（1967年11月まで）、Cooms教授の下で研究

### 職歴
- 1960年10月 - 東京医科歯科大学医学部助教授（第1病理学講座）
- 1968年10月 - 東京医科歯科大学医学部教授（第1病理学講座）
- 1973年12月 - 東京大学医学部教授（病理学教室）
- 1981年4月 - 東京大学医学部長（1983年3月まで）
- 1985年4月 - 東京大学総長
- 1989年3月 - 退任、名誉教授
- 東京工科大学理事[2]

#### 学外における役職
- 1988年　日本学術会議会員（第14期　1991年まで）
- 1989年　科学技術会議議員
- 1992年　日本医学会会長（2004年3月まで）
- 1995年　日本学士院会員
- 日本癌学会名誉会員
- 日本肝臓学会名誉会員
- 財団法人医療科学研究所理事長
- 公益財団法人国際科学技術財団評議員
- 財団法人国際医療技術交流財団評議員
- 財団法人資生堂社会福祉事業財団理事
- 財団法人国際協力医学研究振興財団理事
- 財団法人日本国際医学協会名誉顧問
- 財団法人東京都高齢者研究・福祉振興財団理事
- 財団法人日中医学協会会長
- 財団法人宇宙科学振興会理事
- 財団法人島津科学技術振興財団理事
- 財団法人国際医学情報センター評議員
- 財団法人医用原子力技術研究振興財団理事長
- 財団法人健康・体力づくり事業財団評議員
- 財団法人冲中記念成人病研究所理事
- 財団法人佐々木研究所評議員
- 財団法人長寿科学振興財団評議員
- 財団法人臨床薬理研究振興財団理事
- 財団法人聖ルカ・ライフサイエンス研究所評議員
- 財団法人三菱財団理事
- 財団法人癌研究会評議員
- 財団法人エイズ予防財団評議員
- 特定非営利活動法人日中産学官交流機構特別顧問
- 社会福祉法人新日本友の会理事
- IDE大学協会会長

## 受賞・栄典
- 1996年 - ドイツ連邦共和国功労勲章大功労十字星大綬章
- 1998年 - 文化功労者
- 2001年 - 勲一等瑞宝章
- 2003年 - 文化勲章[3]
- 2004年 - 文京区区民栄誉賞

## 著書
- 『人体の神秘―驚くべき超精密マシン』（ナショナル・ジオグラフィック・ソサエティ編／日本語版 森亘監修、福武書店、1988年）
- 『総長室の一五〇〇日』（東京大学出版会、1989年）
- 『美しい死』（アドスリー、丸善 (発売)、2007年）
- 『医とまごころの道標』（東京大学出版会 2013年）ISBN 978-4-13-003337-4